# 米坪
米坪（べいつぼ）とは、紙の厚さを表す単位である。別名メートル坪量。
1平方メートルあたりの紙の重量を表した単位で、重量で取引されることが多い紙の商売において厚さを示す重要な値。
一般的には米坪が大きい程、紙は厚くなる。但し、近年では技術革新によって同程度の米坪品ながら厚さを増した「嵩高品」と呼ばれる紙が書籍用紙を中心に出てきている。
単位表記としては「g/m2」、「GSM」等の表記方法がある。